# Карасу (Костанайская область)

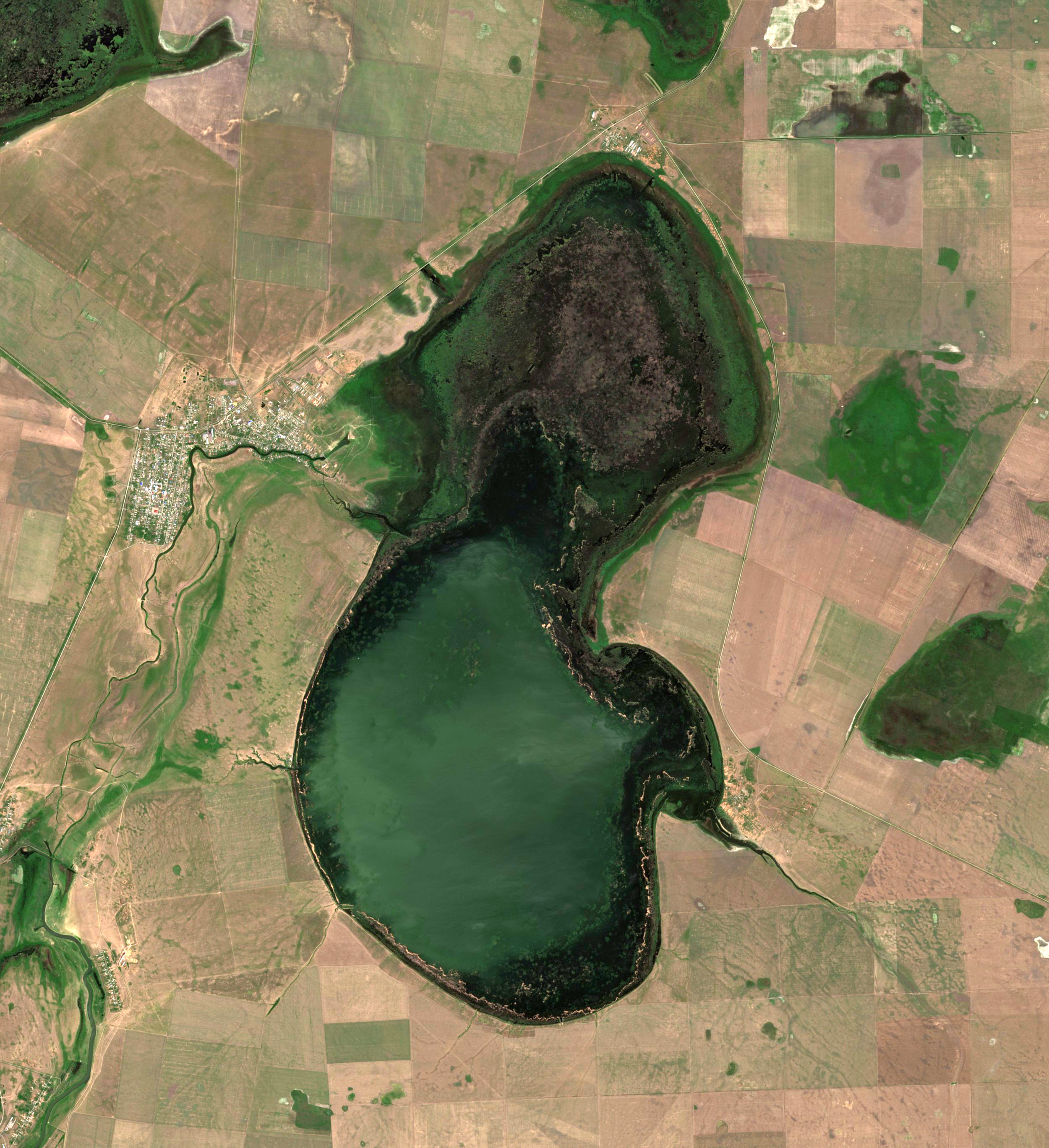
Озеро Койбагар и село Карасу

Карасу (каз. Қарасу) — село в Костанайской области Казахстана. Административный центр Карасуского района. Административный центр и единственный населённый пункт Карасуского сельского округа. Код КАТО — 395230100.

## География
Село расположено на одноимённой реке Карасу в 157 км к востоку-юго-востоку от областного центра города Костанай. Рядом с селом находится Койбагар-Тюнтюгурская система озёр.

## История
Село основано в 1880 году русскими крестьянскими поселенцами.

## Население
В 1999 году население села составляло 4734 человека (2470 мужчин и 2264 женщины). По данным переписи 2009 года, в селе проживало 3728 человек (1799 мужчин и 1929 женщин).
К началу 2016 года население села составило 3554 человека (1755 мужчин и 1799 женщин), к началу 2019 года — 3476 человек (1747 мужчин и 1729 женщин).
| Динамика численности населения | Динамика численности населения | Динамика численности населения | Динамика численности населения |
| 1999                           | 2009                           | 2016                           | 2019                           |
| ------------------------------ | ------------------------------ | ------------------------------ | ------------------------------ |
| 4734                           | ↘3728                          | ↘3554                          | ↘3476                          |

## Социальная сфера
В селе имеются: детский сад «Балапан» (на 163 ребёнка), основная школа с государственным языком обучения (71 учащийся), средняя школа (390 учащихся), школа искусств (167 учащихся), сельскохозяйственный колледж (189 студентов), детско-юношеская спортивная школа.
Функционирует Карасуская центральная районная больница.
Имеются Дом культуры «Достык», центральная районная библиотека.
Все актуальные новости о селе Карасу и Карасуском районе можно прочитать в Инстаграм по ссылке https://www.instagram.com/karasu_region10/